# Dilocarcinus dentatus
Dilocarcinus dentatus is een krabbensoort uit de familie van de Trichodactylidae.